# یلوه جزیره دست‌نیافتنی
یلوه جزیره دست‌نیافتنی (نام علمی: Atlantisia rogersi) نام یک گونه از تیره یلوگان است.